# 米拉尔坎普
米拉尔坎普，是西班牙加泰罗尼亚莱里达省的一个市镇。 总面积15平方公里，总人口1215人（2001年），人口密度81人/平方公里。